# Liado
Liado är en vulkan i Etiopien. Den ligger i den centrala delen av landet, 180 km öster om huvudstaden Addis Abeba. Toppen på Liado är 878 meter över havet, eller 142 meter över den omgivande terrängen. Bredden vid basen är 10,6 km.
Terrängen runt Liado är huvudsakligen platt, men österut är den kuperad. Runt Liado är det ganska glesbefolkat, med 35 invånare per kvadratkilometer. Trakten runt Liado består i huvudsak av gräsmarker.